# Caribbean Airlines
Caribbean Airlines är det statligt ägda nationella flygbolaget på Trinidad och Tobago. Bolaget bildades den 27 september 2006 och började sina flygningar den 1 januari 2007 och ersatte då sin föregångare, BWIA West Indies Airways. Den 28 april 2010 färdigställdes ett avtal där bolaget tar över Air Jamaica .

## Nuvarande flotta[2]
- 7 st ATR 72
- 8 st Boeing 737-800

Flygbolaget har beställt 4 st Boeing 737 MAX 8.
Tidigare flotta har bestått av bland annat Bombardier Dash-8 Q300.

## Destinationer
- Cheddi Jagan internationella flygplats, Timehri,  Guyana
- Crown Point internationella flygplats, Crown Point,  Trinidad och Tobago
- Fort Lauderdale – Hollywood internationella flygplats, Broward County, Florida,  USA
- Grantley Adams internationella flygplats, Seawell,  Barbados
- Johan Adolf Pengel internationella flygplats, Zanderij,  Surinam
- John F. Kennedy International Airport, New York, New York,  USA
- Miami International Airport, Miami, Florida,  USA
- Norman Manley internationella flygplats, Kingston,  Jamaica
- Piarco internationella flygplats, Piarco,  Trinidad och Tobago
- Prinsessan Julianas internationella flygplats, Sint Maarten,  Nederländska Antillerna
- Simón Bolívar internationella flygplats, Maiquetía,  Venezuela
- Toronto Pearson International Airport, Mississauga,  Kanada
- V. C. Bird internationella flygplats, Antigua,  Antigua och Barbuda

## Olyckor och incidenter
Den 30 juli 2011: En Boeing 737-800, flygnummer BW 523, hade överskridit banan vid Georgetown/Timehri Airport. Inga dödsfall, flera skadade. Flygplanet bröts i två delar.

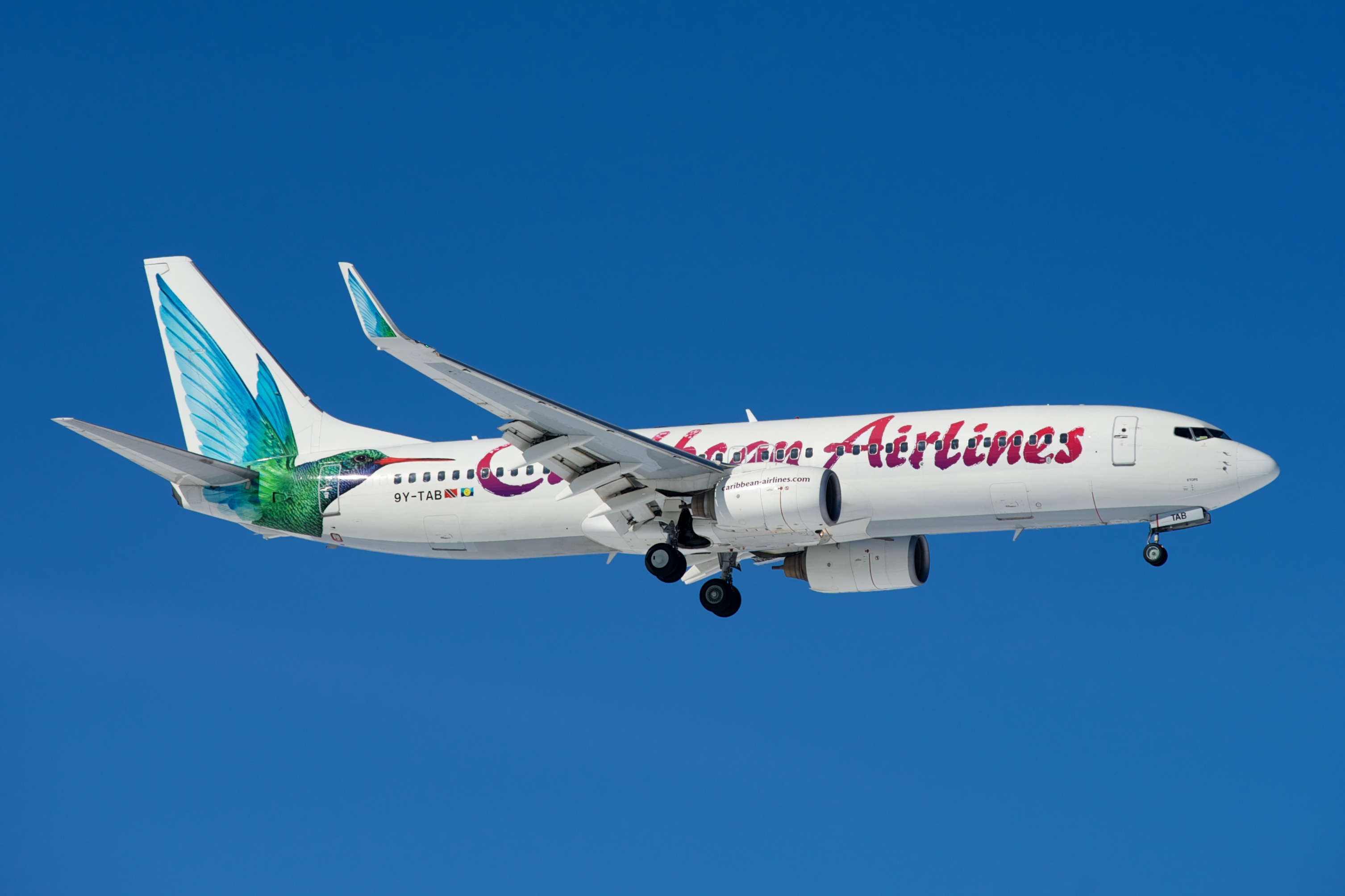
Caribbean Airlines Boeing 737-800